# José Oliveira (futebolista)
José Oliveira (28 de Outubro de 1997) é um futebolista timorense que atua como médio. Atualmente joga pelo PS Atambua, da Indonésia.

## Carreira internacional
Seu primeiro jogo na seleção principal foi contra os Emirados Árabes pelas eliminatórias para a Copa do Mundo de 2018, em que perderam por 8 golos a zero.